# Степанівка (Горлівський район)
Степа́нівка — село Сніжнянської міської громади Горлівського району Донецької області, Україна. Населення становило 1389 осіб в 2001 році. 11 серпня 2014 року вогнем російських «Градів» село було зруйновано.

## Загальні відомості
Відстань до Шахтарська становить близько 34 км і проходить переважно автошляхом Н21.
Землі села межують із територією смт Первомайський Сніжнянської міської ради Донецької області.
Унаслідок російської військової агресії із серпня 2014 р. Степанівка перебуває на території ОРДЛО.

## Історія
Станом на 1873 рік у слободі Маринівської волості Міуського округу Області Війська Донського мешкало 1793 особи, налічувалось 272 дворових господарства, 75 плугів, 639 коней, 301 пара волів, 1374 звичайних і 2977 тонкорунних овець.
За переписом 1897 року кількість мешканців зросла до 2073 осіб (1008 чоловічої статі та 1065 — жіночої), з яких 2073 — православної віри.

### Війна на сході України
1 серпня 2014 року село в ході антитерористичної операції було звільнене від проросійських терористів українськими військами.
10—11 серпня 2014 року Степанівка зазнала масштабних руйнувань під масованим вогнем із території Росії батареями РСЗВ «Град». Село було повністю зруйновано.
Останні українські підрозділи відходили із Степанівки вранці 14 серпня.

## Населення

### Мова
Розподіл населення за рідною мовою за даними перепису 2001 року:
| Мова       | Кількість | Відсоток |
| ---------- | --------- | -------- |
| українська | 1292      | 93.02%   |
| російська  | 94        | 6.77%    |
| вірменська | 2         | 0.14%    |
| болгарська | 1         | 0.07%    |
| Усього     | 1389      | 100%     |